# Mandragore (roman)
Pour les articles homonymes, voir Mandragore (homonymie).
Mandragore (titre original : Alraune. Die Geschichte eines lebenden Wesens) est un roman de Hanns Heinz Ewers paru en 1911. Il s'agit du roman le plus célèbre mais aussi le plus controversé de son auteur. Il fait intervenir le personnage de Frank Braun, sorte de Doppelgänger de Ewers, qui est présent dans ses deux autres romans, L'Apprenti-sorcier et Vampir.

## Résumé
Dans la continuité du romantisme allemand et d'Achim von Arnim, Ewers actualise le mythe de la mandragore.  Le livre met en scène une Mandragore de chair, jeune fille née de l'insémination artificielle d'une prostituée sexuellement insatiable par le sperme d'un homme guillotiné. Perverse sous le couvert de l'innocence, elle fait figure de femme fatale. Quand elle apprend la vérité sur sa naissance, elle cherche à se venger de son créateur.

## Adaptations

### Cinéma
- 1918 – Alraune, par Mihály Kertész (Michael Curtiz).
- 1918 – Alraune, die Henkerstochter, genannt die rote Hanne., Eugen Illés.
- 1919 – Alraune und der Golem., Nils Chrisander.
- 1928 – Alraune., Henrik Galeen.
- 1930 – Alraune., Richard Oswald.
- 1952 – Alraune., Arthur Maria Rabenalt.

### Bande dessinée
- 2020 – Mandragore, Mandragore